# Dépression chez l'enfant et l'adolescent
La dépression chez l'enfant et l'adolescent est un trouble mental caractérisé par des épisodes de baisse d'humeur accompagnée d'une faible estime de soi et d'une perte de plaisir ou d'intérêt chez un individu en dessous de l'âge de 18 ans. Cela peut être une réaction a certains événements de la vie d'un individu, un symptôme d'une pathologie physiologique, un effet secondaire d'une drogue, ou d'un trouble psychiatrique. La dépression chez l'enfant et l'adolescent est similaire à la dépression chez l'adulte, mais en comparaison aux formes adultes de dépression, les enfants et les adolescents peuvent présenter plus d'irritabilité, d'agressivité ou des comportements auto-destructeurs.
Les enfants en situation de stress, en deuil, ou qui présentent des troubles de l'attention, des troubles d’apprentissage, ou des troubles du comportement sont plus susceptibles de souffrir de dépression. La dépression chez l'enfant et l'adolescent est souvent associée à d'autres troubles mentaux comme les troubles anxieux ou des troubles des conduites. Les psychologues ont développé de multiples traitements pour aider les enfants et les adolescents souffrant de dépression, bien que la légitimité d'un diagnostic de dépression chez l'enfant en tant que trouble psychiatrique, l'efficacité des diverses méthodes d’évaluation et de traitements restent controversées.

## Historique
Avant 1970, la dépression chez l'enfant et l'adolescent n'était pas considéré comme un trouble véritable par les psychiatres ; les enfants étant pensés comme pas assez développée cognitivement pour être atteint de ce trouble. Les mentalités ont commencé à changer après le quatrième congrès de l'Union des pédopsychiatre à Stockholm dont le thème était « l'état dépressif chez l'enfant et l'adolescent ». Peu après, de nouveaux outils de diagnostic ont commencé a apparaître ; une échelle de diagnostic nommée Children's Affective Rating Scale (CARS) fut publié en 1972. Les nombreuses études sur le sujet ainsi que les contributions de multiples pédopsychiatres ont permis un consensus parmi les psychiatres sur les similarités observées de la dépression chez l'adulte à celles observées chez l'enfant. La dépression chez l'enfant et l’adolescent fut ajoutée aux différents systèmes de classification psychiatrique (DSM-III, DSM-IV, ICD-9 et ICD-10) se basant sur les mêmes critères de classifications que la dépression chez l'adulte. Cependant, des considérations lié à l'âge de l'individu furent ajoutées dans le DSM-V.